# Улица Рихарда Вагнера
Улица Ри́харда Ва́гнера (латыш. Riharda Vāgnera iela) — улица в Риге, в историческом районе Старый город.
Проходит от улицы Калькю до бывшей улицы Маза Вальню, пересекая улицу Глезнотаю и улицу Театра. Длина улицы — 198 метров.

## История
Названа в честь выдающегося композитора Рихарда Вагнера (1813—1883) в 1987 году, в память о том, что этот композитор с 1837 по 1839 год служил капельмейстером в театре, располагавшемся на этой улице.
Возникла в XVI веке у нового крепостного вала, как часть дороги по левому берегу реки Риги. Старейшее из названий — Большая Королевская (нем. Königstrasse), вероятно, происходит от распространённой в средневековой Риге фамилии Конинк (Konynghu).
В советское время улица носила название Коммунальная (Комунала, латыш. Komunālā).
Во время немецкой оккупации (1941—1944) улицей Рихарда Вагнера называлась современная улица Дзирнаву.
В 1985 году в д. 20 при ремонте было обнаружено замурованное в стену письмо в будущее, написанное на латышском языке в 1927 году; в нём говорилось о трудном положении рабочих в буржуазной Латвии.

## Достопримечательности
- В д. 4 находился Первый городской (Немецкий) театр[6] (это здание было построено для театра в 1782 году, архитектор Кристоф Хаберланд), позже — несколько лет (1837—1839) выступал Рихард Вагнер[7], служивший в Риге капельмейстером. Здесь также бывали известные композиторы и музыканты — Гектор Берлиоз, Клара Вик (Шуман), Ференц Лист, Роберт Шуман и др. В 1882 году дом был перестроен архитектором Юлиусом Хагеном. Теперь здесь расположился концертный зал имени Рихарда Вагнера[8], проходят концерты камерной музыки.
- На углу с улицей Калькю расположен Рижский русский театр имени Михаила Чехова.
- д. 13 — бывший дом каретного мастера Х. Гобленца (XVIII век, перестроен в 1987 году), ныне — Музей фармакологии[9]
- Угловой дом (Улица Театра, д. 6) — один из представителей классической гражданской архитектуры жилых домов конца XVIII века, (1785, архитектор Кристоф Хаберланд — собственный дом).